# Reetta Toivanen

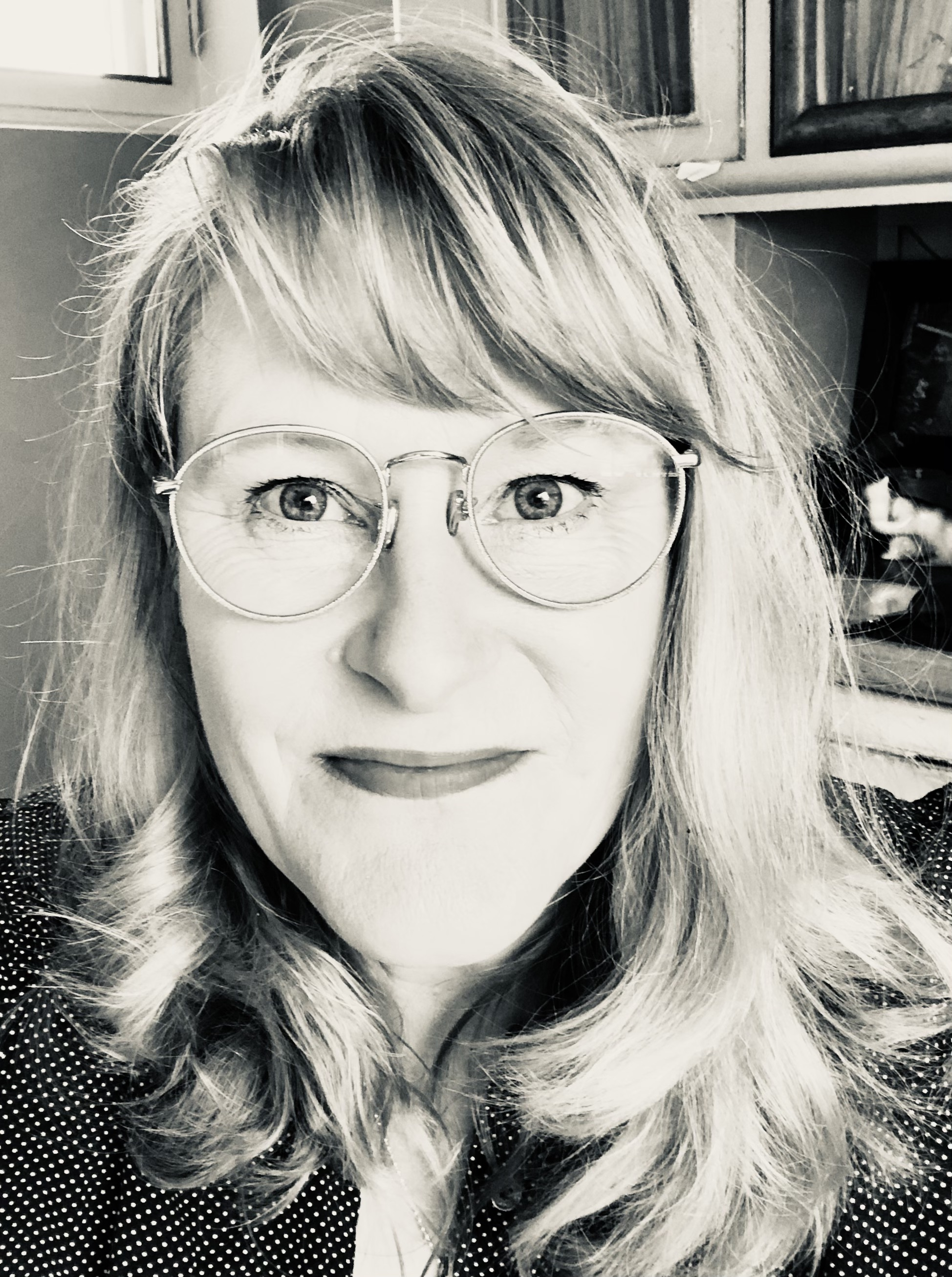
Reetta Toivanen (2021)

Reetta Johanna Toivanen (* 1969 in Helsinki) ist eine Sozialwissenschaftlerin und Hochschullehrerin an der Universität Helsinki.

## Leben und Wirken
Reetta Toivanen wurde 1969 in Helsinki geboren. Sie studierte Religionswissenschaften, Sozialpsychologie und Sozialanthropologie an den Universitäten Helsinki, Stockholm, Mannheim und Marburg. 1994 schloss sie ihr Masterstudium in Religionswissenschaften (finnisch Uskontotiede) an der Universität Helsinki ab. Das Thema ihrer Masterarbeit (pro gradu -tutkielma) war „Die Rolle von Muttersprache, Religion und Kultur bei Immigranten im Kulturkontakt“. Ein Jahr später verteidigte sie, ebenfalls in Helsinki, ihre Lizenziatsarbeit (lisensiaatintyö), in der sie das Thema des Kulturkontaktes von Immigranten vertiefte und um einen Vergleich zwischen Finnland und Deutschland ergänzte.
2000 verteidigte sie ihre von Wolfgang Kaschuba betreute Doktorarbeit in Europäischer Ethnologie an der Humboldt-Universität zu Berlin (veröffentlicht 2001) und war danach als Forscherin an verschiedenen Institutionen tätig, darunter das Minda de Gunzburg Center for European Studies an der Harvard University, das Institute for Human Rights an der Åbo Akademi und das Erik Castren Institute of International Law and Human Rights an der Universität Helsinki.
2018 wurde Toivanen als Professorin für Nachhaltigkeitsforschung (Professor of Sustainability Science (Indigenous Sustainabilities)) an die Universität Helsinki berufen. Ihre Forschung behandelt Rechtsanthropologie von indigenen und anderen Minderheiten, besonders in Europa und der Arktis, Mehrsprachigkeit, Sprachpolitik und weitere Themen wie Critical Feminist Theory und Internationaler Terrorismus.
Sie arbeitet seit 2013 in der Europäischen Kommission gegen Rassismus und Intoleranz und ist seit 2017 Fellow des Europäischen Zentrums für Minderheitenfragen. Seit 2020 ist Toivanen Mitglied der Finnischen Akademie der Wissenschaften.

## Veröffentlichungen (Auswahl)
- Reetta Toivanen: Minderheitenrechte als Identitätsressource? Die Sorben in Deutschland und die Saamen in Finnland. Lit, Münster 2001, ISBN 978-3-8258-5486-7.
- Martin Scheinin, Reetta Toivanen (Hrsg.): Rethinking non-discrimination and minority rights. Institute for Human Rights, Turku 2004, ISBN 952-12-1306-X (englisch).
- Reetta Toivanen, Claudia Mahler: Menschenrechte im Vergleich der Kulturen. Bautz, Nordhausen 2006, ISBN 978-3-88309-285-0.
- Reetta Toivanen, Michi Knecht (Hrsg.): Europäische Roma – Roma in Europa. Lit, Münster 2006, ISBN 978-3-8258-9353-8.
- Heiko F. Marten, Michael Rießler, Janne Saarikivi, Reetta Toivanen (Hrsg.): Cultural and linguistic minorities in the Russian Federation and the European Union. Comparative studies on equality and diversity. Springer, Cham 2015, ISBN 978-3-319-10454-6, doi:10.1007/978-3-319-10455-3 (englisch).
- Reetta Toivanen, Janne Saarikivi (Hrsg.): Linguistic genocide or superdiversity? New and old language diversities. Multilingual Matters, Bristol 2016, ISBN 978-1-78309-605-3 (englisch).
- C. Parker Krieg, Reetta Toivanen (Hrsg.): Situating sustainability. A handbook of contexts and concepts. Helsinki University Press, Helsinki 2021, ISBN 978-952-369-052-3, doi:10.33134/HUP-14 (englisch).
- Florian Stammler, Reetta Toivanen (Hrsg.): Young People – Wellbeing and Placemaking in the Arctic. Routledge, New York 2022, doi:10.4324/9781003110019 (englisch).